# Лёвочкин, Дмитрий Анатольевич
Дмитрий Анатольевич Лёвочкин (род. 3 октября 1982, Москва, тег/псевдоним «Mo», «Mouke») — междисциплинарный художник, общественный деятель, коллекционер произведений искусства, президент Фонда поддержки и развития современного искусства.
Идеолог, организатор и продюсер международного фестиваля «Культурный код» или «Городской Морфогенез» (англ. Urban Morphogenesis), который проходит в различных городах России. В 2019 году при поддержке Фонда президентских грантов создал в Новой Трехгорке музей-галерею искусства под открытым небом.

## Биография
Родился 3 октября 1982 года в Москве. С детства увлекался спортивной гимнастикой, получил первый взрослый разряд. Учился в Школе № 1 в Одинцово. Поступил в Полиграфический колледж № 23. Начинал учиться на факультете искусств Столичного гуманитарного института, затем экстерном за два года, окончил в 2006-м Московскую полиграфическую академию им. Ивана Фёдорова. В 2010-м — Институт проблем современного искусства.

## Раннее творчество

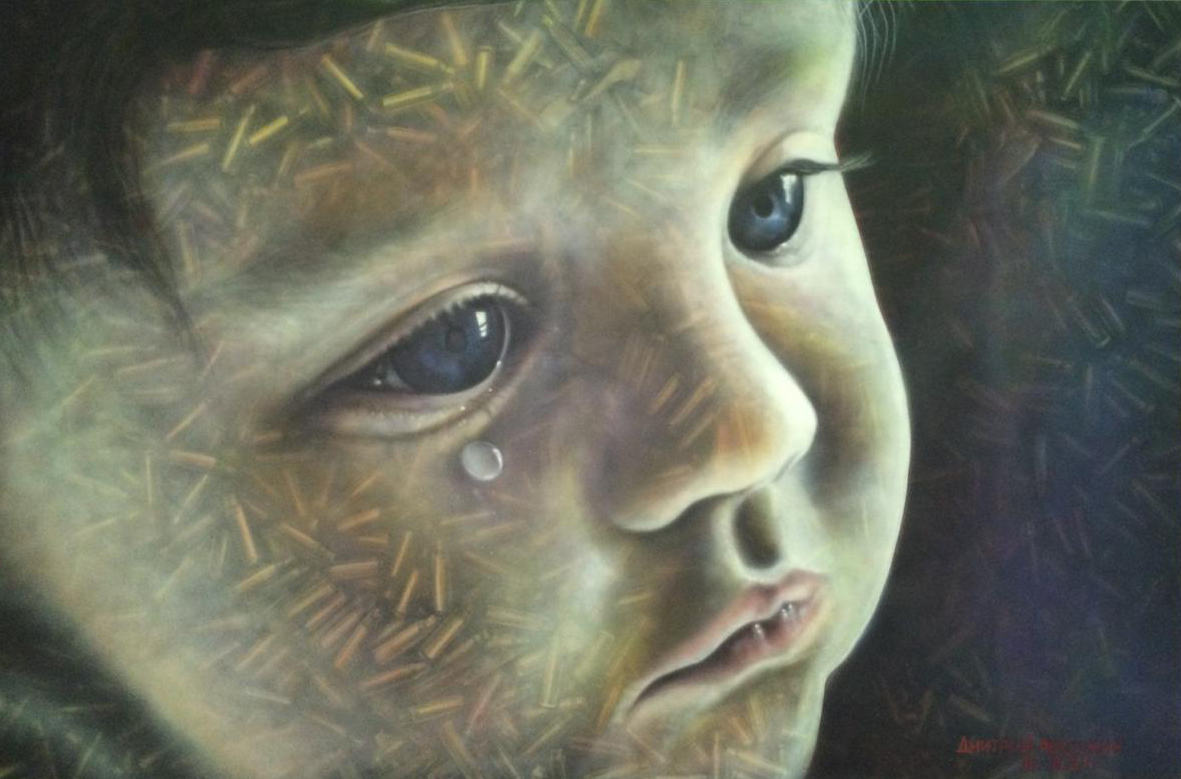
Мультиэкспозиция «Украденное детство», 2013 г., холст 270 х 180 см, аэрозольная краска.

Творческий путь художника начался в 1997 году, позже молодой человек вступает в арт-группу «310» (Fet — Степан Краснов, Mo или Mouke — Дмитрий Лёвочкин, Zeaner — Андрей Целуйко), которая занималась граффити, стрит-артом (живопись, графика, фотография, скульптура, объект и т.д.). С приходом Дмитрия появился новый символизм в названии «310» — три человека, 100% творческих сил от каждого и ещё 10 бонусных процентов производительности.
Группа молодых ребят нашла собственную концепцию построения художественного пространства, сочетая абстракции и поп-арт, реализм и минимализм, графику и шрифт как гиперкомпонет. Это осознанный уход от шрифтовых практик в сторону фигуративного искусства с использованием техник и стилистических приёмов пластических языков академической живописи.
Группа пионеров русского уличного искусства неоднократно принимала участие в российских и международных проектах, таких как: Kontraband (первая выставка 310 Squad в Европе в 2009 г.), Don't copy Me, Access, CowParade, Urban Winyl , а также на выставках-манифестах: «Роза мира» (2007), Russian Street Art is Dead (2008) и др..

## Работа со студией «Дисней»

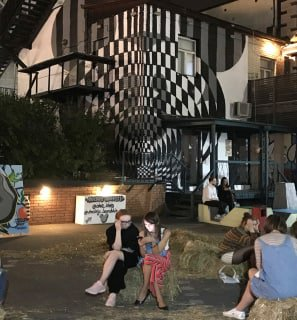
«Микки», 2018, г. Москва, аэрозольная краска.

Компания «Дисней» выбрала Дмитрия Лёвочкина для создания экспозиции на выставке Disney «90 лет Микки Маусу». Ассистировал в проекте — уличный художник Евгений Ches.

## Культурный код
В 2019 году в подмосковном Одинцово стартовал первый и, по мнению журналистов, крупнейший на сегодняшний день в России и в мире международный фестиваль уличного искусства — «Городской морфогенез» (англ. Urban Morphogenesis) со слоганом «Разрушая стереотипы». Второе его название — «Культурный код». Фестиваль собрал 80 райтеров со всего мира, которые превратили за 30 дней более 35 000 квадратных метров 50 фасадов микрорайона высотной застройки «Новая Трёхгорка» в Музей современного искусства под открытым небом, который официально был открыт 31 августа 2019 года. Проект поддержал Фонд президентских грантов. Работу художников оценила Зельфира Трегулова, генеральный директор Третьяковской галереи, которая посетила фестиваль: 
Это интереснейший, оригинальный подход и индивидуальный почерк каждого и высочайший художественный уровень.Зельфира Трегулова, директор Третьяковской галереи
Второй такой фестиваль прошёл в Челябинске в августе, а в октябре 2020 года — третий, в Солнечнодольске (Ставропольский край). Затем Urban Morphogenesis состоялся в Казани и Нижнем Новгороде (как спецпроект). В августе 2022 года Дмитрий Лёвочкин и его команда готовит фестиваль в подмосковном городе Балашиха.
Все художники, которые представляют свои работы в рамках этого фестиваля [«Культурный код»], лучшие в своем делеДмитрий Лёвочкин

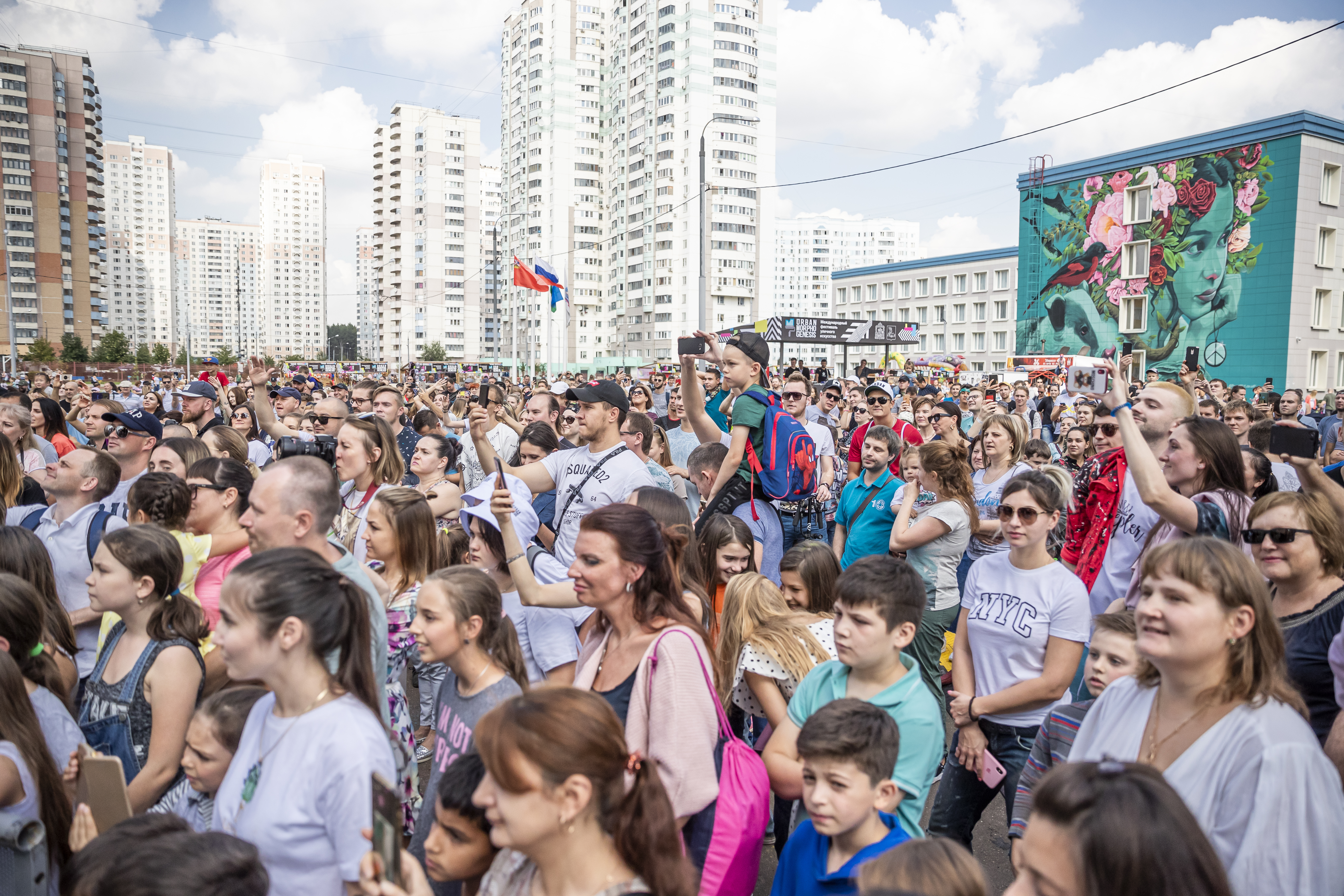
Уличный международный фестиваль-праздник «Городской Морфогенез» на территории МБОУ Одинцовская СОШ №17, 31 августа 2019 г.

Произведения искусства под открытым небом фестиваля Urban Morphogenesis 2019 в Новой Трехгорке вошли:
- 2 работы — в топ-7 «самых потрясающих» работ по итогам августа 2019 года нидерландского проекта Street Art Today[21];
- 3 работы (в т.ч. команды Дмитрия Лёвочкина «Золотые обезьяны с зеркальными шарами») — в рейтинг 2019 года топ 100 электронного журнала StreetArt360[22];
- 1 работа — в топ-8 лучших в мире работ уличных художников по версии сайта и журнала Widewalls в сентябре[23].

Сам проект Urban Morphogenesis вошёл в топ-100 креативных практик оживления культурного наследия по оценке портала ЖивоеНаследие.рф.

## Темы и стиль работ
Группа 310 характеризуется «живописью действия», импровизацией, построенной на спонтанном принятии решения и работает в технике спрея.
В собственных проектах художник работает над темами имитации подлинных ценностей и фальсификацией того, что человек принимает за правду, обманывая себя. Дмитрий работает в стиле пост-оп-поп-арт, используя оптический приём паттернов, который дополняется различными образами, в том числе популярными. Секрет таких произведений заключается в том, что вечером паттерн на угловом фасаде здания превращается в персонаж, например, мышонка Микки. В другом случае образы оживают в дополненной реальности с помощью мобильного приложения, например, немецкой Artivive, Vufuria и отечественной UMGfest (формат digital).

## Избранные работы
Произведения художника находятся в частных коллекциях в разных странах мира. Дмитрий Лёвочкин — автор идеи и поздравления — надписи «Россия» на Саяно-Шушенской ГЭС длинной 570 метров и высотой 52 метра.

### Картины
- «Украденное детство» (2013 г., мультиэкспозиция, холст 270 х 180 см, аэрозольная краска).
- «Всегда голодная хрематистика» (2014 г., холст 270 x 180 см, аэрозольная краска), Арт-галерея «К35»[29]
- Yeap, my goat has no Ebola! (2014 г.), Арт-галерея «К35»[30]

### Граффити
- Alter Ego (2007, г. Москва, пер. Огородная Слобода, 6, стр. 1, в соавторстве с Fet, закрашено)[31][32].
- Роза мира (2007, г. Москва, ул. Минусинская, 9, в соавторстве с Fet и Zeaner)[2].

### Муралы
- Railway (2007, г. Москва, ул. Паустовкого, д. 1 стр. 1, закрашено)[1].
- Подаривший мир (г. Одинцово, Можайское шоссе, 17-этажный дом)[33].
- «Микки» (2018, г. Москва, ул. Нижняя Сыромятническая, д. 10, стр. 12/3)[11].
- «Золотые обезьяны с синими шарами» (2019, г. Одинцово, ул. Чистяковой, д. 52) — символ материального и духового. Золотые обезьяны передают смысл богатства, шары — начало новой жизни, оптические чёрно-белые паттерны передают скоротечность жизни. Высота в 20 этажей, формат digital[25].
- «Южный мамонт Ставрополья», вид Archidiskodon meridionalis (2020, Солнечнодольск, Солнечный бульвар, д. 5.), формат digital

### Галерея

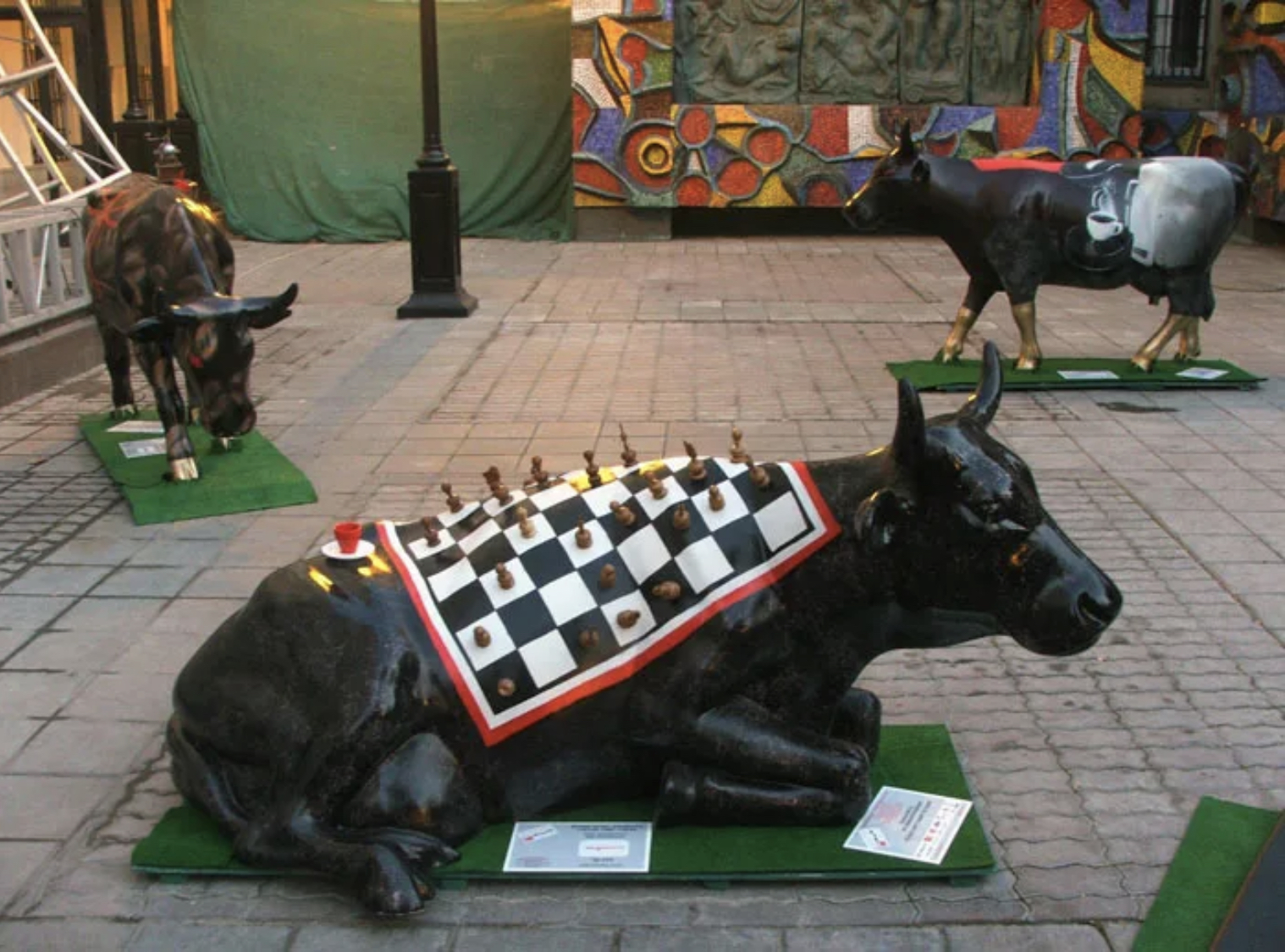
«Мир шахмат». Фестиваль CowParade 2005 в Москве
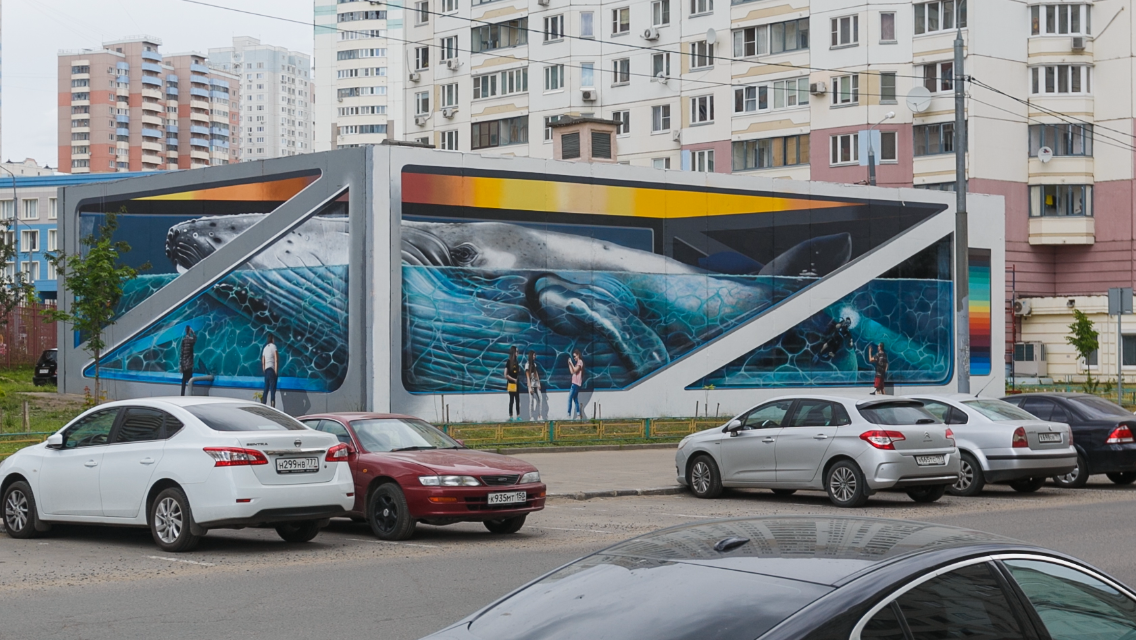
Работа «Океанариум» — первая в новом микрорайоне Новая Трёхгорка на улице Кутузовская, созданная в 2015 году, благодаря которой и родилась идея фестиваля «Городской Морфогенез»[34].
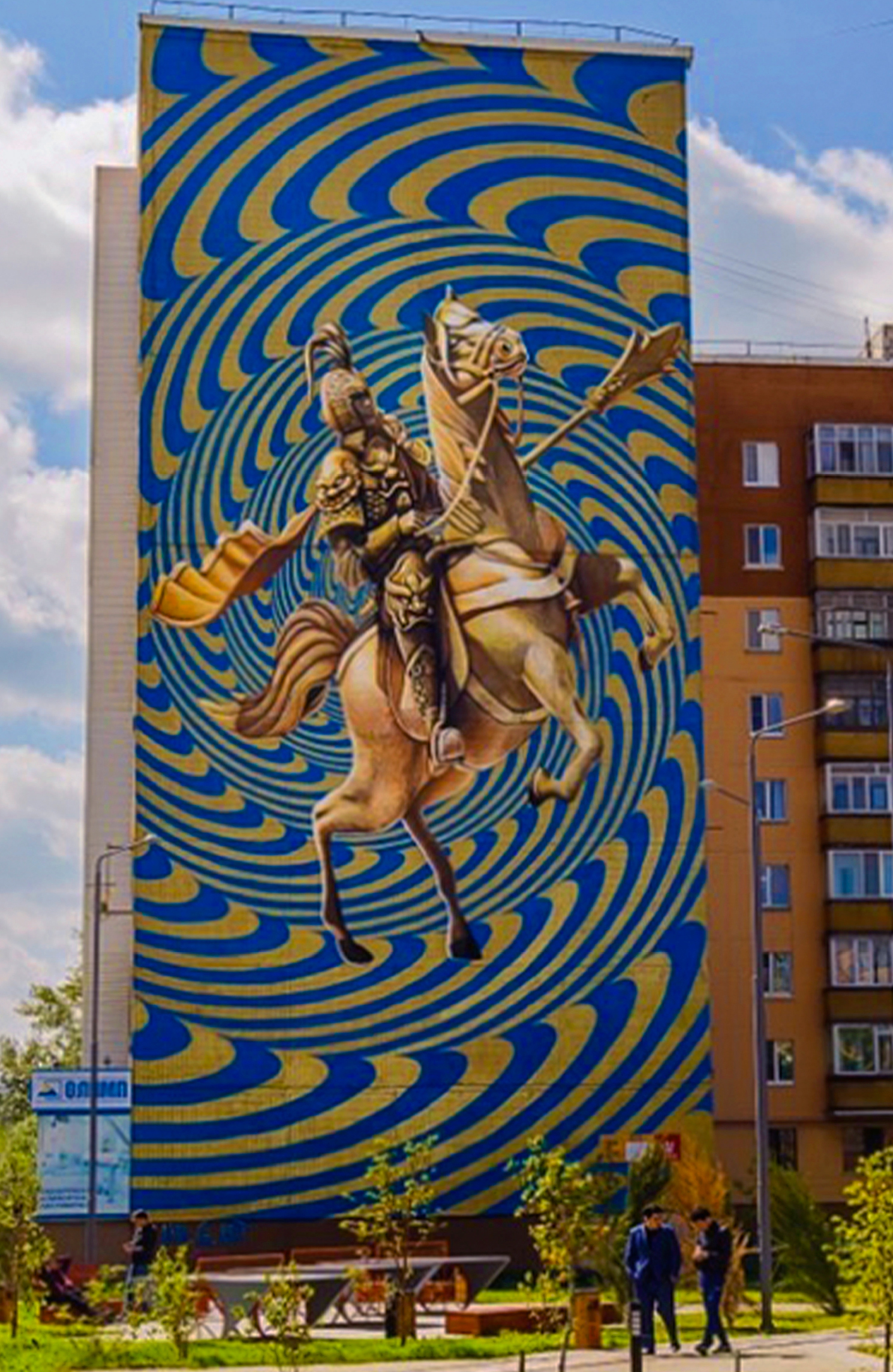
Монументальная фреска в Казахстане — золотая фигура Чингизида верхом на коне. В рамках фестиваля «Urban Art-Astana» создан собирательный образ монгольских и китайских воинов. Золото и ультрамарин — национальные цвета.
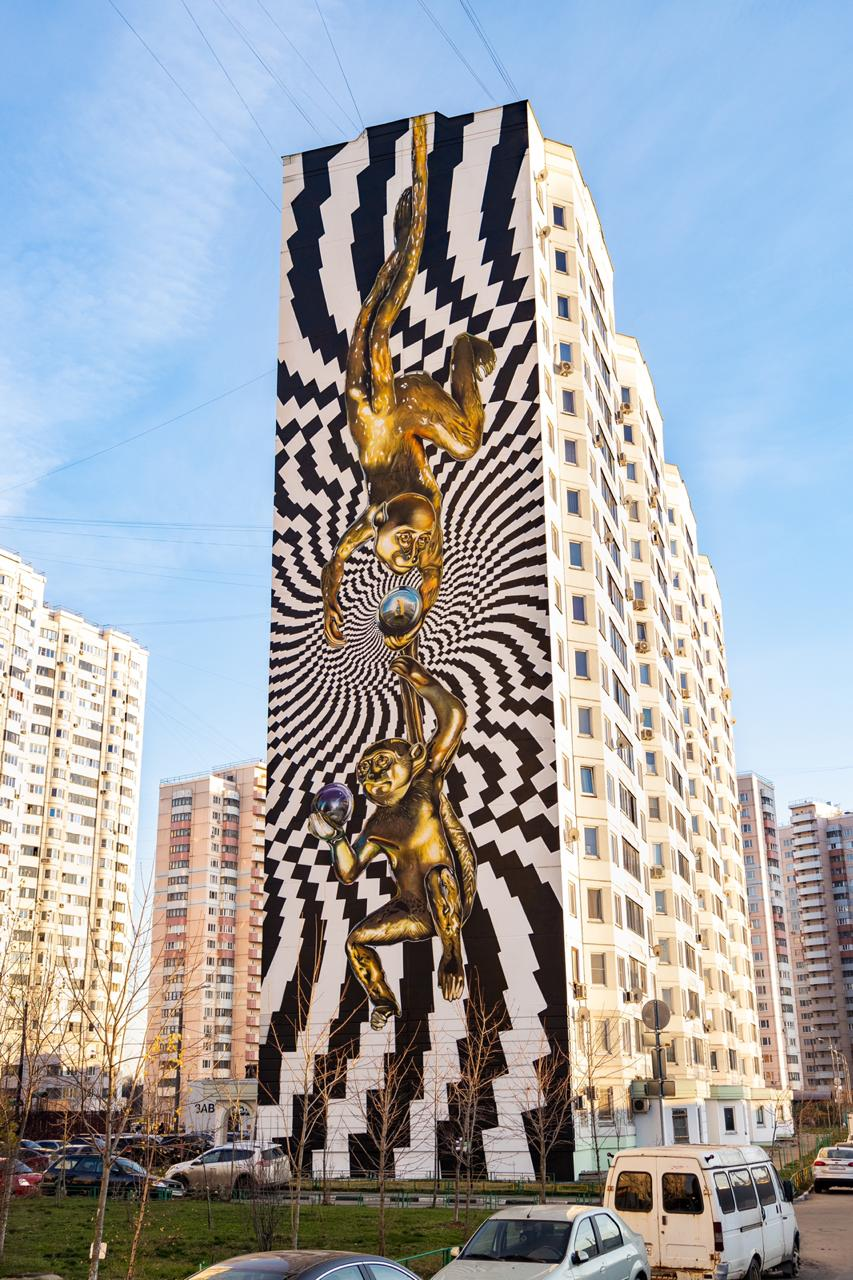
Digital-мурал «Золотые обезьяны с зеркальными шарами». Жемчужины, отражающие всё вокруг (и мурал напротив), в руках у животных — символ потребительского общества.
- Digital-мурал посвящён Игорю Курчатову, великому ученому, сумевшему первым расщепить атом. Челябинск.
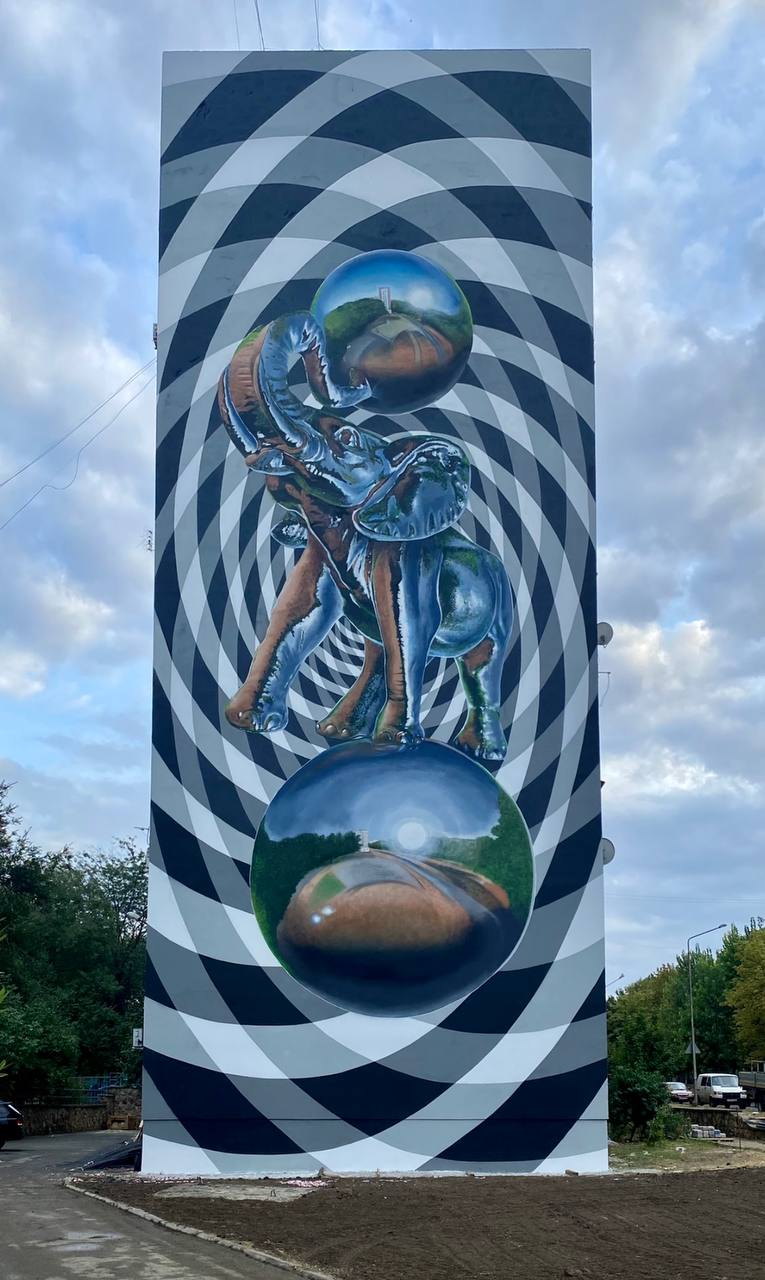
Digital-муралурал «Южный мамонт Ставрополья» в городе Солнечнодольск.

## Награды
- Почётная грамота Президента Российской Федерации (11 декабря 2020)
- Лауреат XI Вики-премии «Викимедиа РУ» в номинации «Свободные знания 2021».